# Microsoft Windows NT 4.0
Windows NT 4.0, häufig abgekürzt als NT4, ist ein Betriebssystem von Microsoft und der Nachfolger von Windows NT 3.51. Es wurde am 29. Juli 1996 veröffentlicht und war zunächst in den Varianten Workstation und Server verfügbar. Es folgten die Enterprise Edition für große Netzwerke, die Terminal Server Edition für den Einsatz als Terminalserver und Embedded für spezielle Rechner. Zur Behebung von Programmfehlern veröffentlichte Microsoft insgesamt sechs Service Packs. Windows NT 4.0 war das letzte Betriebssystem der Windows-NT-Reihe, welches für MIPS-, PowerPC- und Alpha-AXP-Prozessoren erhältlich war.
Die Bedienung von Windows NT 4.0 wurde durch die Verwendung der grafischen Benutzeroberfläche von Windows 95 und den Einsatz von Assistenten zur Konfiguration vereinfacht. Das Betriebssystem war auf die wachsende Bedeutung des Internets orientiert; die Workstation-Variante enthielt den Internet Explorer, der Server beinhaltete mit dem Internet Information Server erstmals einen Webserver direkt im Lieferumfang. Verbessert wurde zudem die Integration des Betriebssystems in Unix- und Netware-Netzwerke. Durch die Verlagerung der Grafikkomponenten in den Betriebssystemkern konnte Windows NT 4.0 eine Geschwindigkeitssteigerung gegenüber früheren Versionen erzielen.
Wenngleich Windows NT 4.0 zunächst als unzuverlässig galt und Probleme mit den Service Packs dem Betriebssystem einen schlechten Ruf einbrachten, so konnte das Betriebssystem seinen Marktanteil dennoch ausbauen. Es wurden über 25 Millionen Lizenzen von Windows NT Workstation 4.0 verkauft, der Server konnte seinen Marktanteil auf über 40 Prozent ausbauen. Auch nach der Veröffentlichung des Nachfolgers Windows 2000 bzw. dessen Nachfolgers Windows Server 2003 waren zahlreiche Computer mit Windows NT 4.0 in Betrieb. Das eigentliche Ziel von Microsoft, mit dem Betriebssystem auch im oberen Segment des Servermarkts präsent zu sein, konnte jedoch nicht erreicht werden.

## Geschichte

### Entwicklung von Windows NT 4.0
Windows NT 4.0 wurde im Juli 1995 unter der Bezeichnung Windows NT 3.6 zum ersten Mal offiziell angekündigt. Zu den größten geplanten Neuerungen der Version zählte die Benutzeroberfläche von Windows 95, die ursprünglich erst für das objektorientierte Betriebssystem Cairo vorgesehen war. Das Betriebssystem sollte Anfang 1996 veröffentlicht werden. Im November 1995 kündigte Microsoft an, die ebenfalls erst für Cairo vorgesehene Technologie Netzwerk-OLE zusammen mit dem neuen Betriebssystem zu entwickeln. Sie solle aber nicht zusammen mit dem Betriebssystem, sondern erst später als Teil eines Service Packs veröffentlicht werden.
Die Industrie erwartete drei zentrale Punkte vom neuen Betriebssystem: es sollte so stabil sein wie die Vorgängerversionen von Windows NT, mit dem versprochenen Netzwerk-OLE eine hohe Leistung erzielen können, aber gleichzeitig nicht mehr als 16 Megabyte Arbeitsspeicher verbrauchen. Besonders die Funktion Netzwerk-OLE stand dabei im Fokus der Industrie, um darauf aufbauend Anwendungen entwickeln zu können. Entwickler, die bereits eine erste nichtöffentliche Vorversion von Windows NT 4.0 erhielten, beschrieben die Funktion noch als zu unausgereift. Weiterhin war unklar, ob diese Funktion bereits in Windows NT 4.0 oder, wie zunächst angekündigt, erst zusammen mit einem Service Pack kommen sollte. Später stellte Microsoft klar, dass Netzwerk-OLE mit dem zweiten Betatest Teil des Betriebssystems sein würde. Ende Januar 1996 fand der erste öffentliche Betatest von Windows NT 4.0 statt; über 120.000 Kopien wurden an Tester verschickt.
Im Mai 1996 startete der zweite Betatest, und 200.000 Tester erhielten eine neue Vorversion. Diese enthielt auch das versprochene Netzwerk-OLE. Im Release Candidate entschied sich Microsoft, Windows NT Workstation 4.0 weiter zu beschränken, indem nur zehn verschiedene IP-Adressen innerhalb von zehn Minuten eine Verbindung aufbauen konnten. Vor allem Netscape Communications vermarktete zu dieser Zeit Webserver für die Workstation-Version von Windows NT, was durch diese Beschränkung gestoppt werden sollte. Nach massiver Kritik an dieser Beschränkung, die das Produkt im Internet unbenutzbar mache, kündigte Microsoft wenig später an, die Beschränkung wieder aufzuheben. Am 29. Juli 1996 wurden Windows NT Workstation 4.0 und Windows NT Server 4.0 schließlich veröffentlicht. Das Betriebssystem besteht aus 16,5 Millionen Codezeilen, und bis zu diesem Zeitpunkt wurden 400 Millionen USD in die Entwicklung von Windows NT gesteckt.
Der Mainstream Support für Windows NT 4.0 endete am 30. Juli 2002 (31. Dezember 2002 beim Server). Der Extended Support sollte ursprünglich 2003 beendet werden, wurde aber um ein Jahr verlängert und lief letztendlich am 30. Juni 2004 (31. Dezember 2004 beim Server) aus. Bei Windows NT 4.0 Embedded gestaltete sich der Supportzeitraum aufgrund der späten Veröffentlichung anders; der Mainstream Support endete am 30. Juni 2003, der Extended Support am 11. Juli 2006.

### Unterstützung alternativer Architekturen
Mit der Zeit stellte Microsoft die Unterstützung alternativer Architekturen schrittweise ein. Allen diesen Architekturen war gemein, dass es ihnen an Software und Treibern mangelte. Zwar waren sämtliche unterstützten Architekturen von Windows NT zueinander quelltextkompatibel, aber da Microsoft keine Cross-Compiler bereitstellte, mussten Entwickler einen PC einer bestimmten Architektur besitzen, um Windows-NT-Anwendungen auf ihr portieren zu können.
Zunächst entschied sich Microsoft im Oktober 1996, die MIPS-Version von Windows NT nicht länger weiterzuentwickeln. Auch NEC als größter OEM-Kunde der MIPS-Version von Windows NT kündigte an, die MIPS-Plattform aufzugeben und auf x86-basierte Rechner umzusteigen. Anfang 1996 waren unter 1,5 Millionen Rechnern, die Windows NT einsetzten, lediglich 23.000 MIPS-Rechner, deren Verbreitung sich hauptsächlich auf Japan beschränkte. Zum Zeitpunkt der Veröffentlichung von Windows NT 4.0 wurden, selbst unter alleiniger Betrachtung von RISC-Rechnern, 99 % aller Exemplare des Betriebssystems zusammen mit Alpha- oder PowerPC-Rechnern verkauft, die Verkaufszahlen für MIPS-Rechner mit Windows NT beliefen sich auf weniger als 1 %.
Im Dezember 1996 beendeten IBM und Motorola die Auslieferung von PowerPC-Computern mit Windows NT, und im Februar 1997 stellte Microsoft nunmehr auch die PowerPC-Version von Windows NT ein. Offiziell begründeten die Firmen diesen Schritt zwar mit dem geringen Erfolg der PowerPC-Plattform, aber nur wenige Monate zuvor äußerten zahlreiche Unternehmen ihre Absicht, ihre Windows-NT-Anwendungen auch auf den PowerPC portieren zu wollen. Um diesen Schritt verbreiteten sich daher schnell Gerüchte, etwa dass Intel auf Microsoft Druck ausgeübt haben soll und Microsoft daraufhin die weitere Unterstützung der PowerPC-Plattform von einer millionenschweren Zahlung abhängig gemacht haben soll.
Die Version für Alpha-Prozessoren konnte sich wegen seiner Verbreitung länger am Markt halten. Der größte Vorteil gegenüber den anderen Architekturen war FX!32, ein Programm von DEC, dem Entwickler der Alpha-Prozessoren, mit dem auch 32-Bit-Windowsanwendungen auf dem Alpha-Prozessor ausgeführt werden konnten, indem das Programm bei seiner ersten Verwendung übersetzt wurde. Aufgrund der hohen Leistung der Alpha-Prozessoren zeigten diese übersetzten Programme kaum Geschwindigkeitseinbußen gegenüber der x86-Version von Windows NT, obschon sie nativen Alpha-Anwendungen leistungsmäßig weiterhin unterlegen waren. DEC wurde dann jedoch von Compaq aufgekauft. Zwar versprach Compaq, den Alpha-Prozessor weiterhin zu unterstützen, aber am 20. August 1999 kündigte das Unternehmen völlig überraschend an, die Entwicklung von Windows NT 4.0 und Windows 2000 für den Alpha-Prozessor, das sich bereits in der Release-Candidate-Phase befand, einzustellen. Microsoft folgte diesem Schritt umgehend. Beide Unternehmen einigten sich dennoch, zumindest das Service Pack 6 für Windows NT 4.0 auf den Alpha-Prozessor zu portieren.

### Enterprise Edition
Im Oktober 1995 wurden erste Details über eine Unterstützung von Clustering bekannt. Diese sollte das Ziel von Windows NT als Betriebssystem für sicherheitskritische Anwendungen unterstützen. Dabei sollten zwei Rechner so zusammengeschaltet werden, dass bei einem Ausfall eines Rechners der andere Rechner dessen Aufgaben übernehmen kann. Im März 1996 bekamen ausgewählte Entwickler erste APIs dieser Technologie, die nun unter dem Codenamen Wolfpack bekannt war. Das Betriebssystem sollte mit dieser Funktion in direkter Konkurrenz zu Großrechnern gestellt werden, die in der Regel die Betriebssysteme Solaris und OpenVMS verwendeten. Zwei Versionen waren geplant; die erste Version sollte die Verbindung von zwei Rechnern ermöglichen, eine spätere Version sollte schließlich Unterstützung für 16 Rechner bieten.
Im Dezember 1996 wurde eine Vorversion der Clusteringsoftware Wolfpack an Serverhersteller ausgeliefert. Im März 1997 hieß es, dass Microsoft bei der Entwicklung auf Probleme stieß und die Vorversion noch unausgereift sei. Dies könnte die Veröffentlichung des Produkts bis ins nächste Jahr verzögern. Zwei Monate später kündigte man die Veröffentlichung des Produkts für den Sommer an. Die Erwartungen an die spätere Version, die ursprünglich die Verbindung von bis zu 16 Rechnern ermöglichen sollte, wurden indes deutlich zurückgeschraubt; diese sollte nun lediglich eine Verbindung von vier Rechnern zu einem Cluster ermöglichen. Im September 1997 folgte die Herausgabe des Produkts als Windows NT Server 4.0 Enterprise Edition.

### Terminal Server Edition
Am 12. Mai 1997 lizenzierte Microsoft eine Mehrbenutzertechnologie vom Unternehmen Citrix. Diese kam zuvor im von Citrix entwickelten Produkt WinFrame, einer modifizierten Version von Windows NT 3.51, vor. Mithilfe dieser Technologie sollte die Entwicklung zu sogenannten Thin Clients angestoßen werden, die sich lediglich mit einem Server verbinden und alle Programme auf dem Server ausführen. Microsoft und Citrix beschlossen zudem eine gemeinsame Entwicklung am resultierenden Produkt, welche als Bestandteil von Windows NT Server 4.0 sowie Windows NT Server 5.0, dem späteren Windows 2000 Server, vermarktet werden sollte. Microsoft wollte mit der Möglichkeit, Anwendungen auf einem Server laufen zu lassen und diese von einem beliebigen Client zu steuern, unter anderem mit Suns Java-Technik konkurrieren.

Ein Windows 3.1-Client ist mit dem Terminal Server verbunden und führt Programme unter einem eigenen Benutzerkonto aus.

Im Juni 1997 kündigte Microsoft diese Technologie unter dem Codenamen Hydra an. Am 17. November 1997 erhielten etwa 1.000 Tester eine Vorversion des Produkts. Eine zweite Vorversion folgte im März 1998. Das Produkt wurde schließlich unter dem Namen Windows NT Server 4.0 Terminal Server Edition am 16. Juni 1998 veröffentlicht.

### Embedded
Mit Windows NT 4.0 Embedded, das im November 1998 angekündigt wurde, wagte Microsoft den Einstieg in den Markt der Embedded Systeme. Nach einem Betatest im Februar 1999 kam das Produkt am 9. August 1999 heraus. Man erwartete, dass im Jahr 2002 15 % aller Embedded-PCs der oberen Preisklasse Windows NT 4.0 Embedded einsetzen werden, und dass sich dieser Wert bis zum Jahr 2005 auf 30 % erhöhen wird. Compaq kündigte sogleich an, künftig Terminals mit Windows NT 4.0 Embedded auszustatten.

## Service Packs und Updates
Insgesamt wurden sechs Service Packs für Windows NT 4.0 veröffentlicht. Diese konnten sowohl kostenlos aus dem Internet heruntergeladen, als auch auf einer CD-ROM bestellt werden, die zusätzlich noch einige weitere Programme enthielt. Die Service Packs waren kumulativ, sodass nur das neueste Service Pack installiert werden musste, um das Betriebssystem auf den neuesten Stand zu bringen. Die Service Packs konnten sowohl für die Workstation als auch für den Server und die Enterprise Edition verwendet werden. Lediglich die Terminal Server Edition benötigte eigene Service Packs, die nicht mit den anderen Varianten von Windows NT 4.0 kompatibel waren.
In vorherigen Versionen von Windows NT dienten Service Packs allgemein als Aktualisierungen, die Fehler behoben und neue Funktionen hinzufügten. Angesichts der Tatsache, dass für den Vorgänger Windows NT 3.51 bereits vier Service Packs veröffentlicht wurden und ein fünftes in Entwicklung war, entwarf Microsoft ein neues System für Windows NT 4.0. Service Packs sollten lediglich Fehler beheben, neue Funktionen sollten ausschließlich in Form von sogenannten Option Packs erscheinen. Letztendlich gab es aber nur ein Option Pack für Windows NT 4.0, und die Service Packs, vor allem das Service Pack 4, enthielten wie zuvor auch neue Funktionen.

### Service Packs 1 und 2
Nach der Veröffentlichung von Windows NT 4.0 wurden schwere Fehler im Betriebssystem bekannt. Unter bestimmten Umständen konnten Daten beim Zugriff beschädigt werden. Daraufhin veröffentlichte Microsoft am 12. Oktober 1996 das erste Service Pack. Dieses Service Pack ist auf späteren Versionen der CD bereits integriert, sodass es nicht mehr installiert werden muss.
Am 19. Dezember 1996 folgte das zweite Service Pack. Dieses behob über 100 Programmfehler, unter anderem ein Speicherleck im IIS sowie Probleme mit DHCP. Als erstes Service Pack bot es eine Deinstallationsroutine an. Nach der Veröffentlichung häuften sich Beschwerden über Systeme, die nach dem Installieren dieses Service Packs nicht mehr funktionierten. Microsoft gab zwar zu, dass das Service Pack inkompatibel mit Norton AntiVirus sei und es ein Problem mit der RAS-Verbindungsfunktion gab, aber Anwender fanden zahlreiche weitere Fehler, die auf das Service Pack 2 zurückzuführen seien. Microsoft reagierte mit der Ankündigung, in Zukunft auch bei Service Packs einen Betatest durchzuführen, bei der das Service Pack von Kunden auf Fehler geprüft wird. Später stellte sich heraus, dass das Service Pack 2 mehrere Fehler enthielt, die unter anderem zu Datenkorruption führen konnten.

### Service Pack 3
Nach den Erfahrungen mit dem letzten Service Pack testete Microsoft im März 1997 das sich in Entwicklung befindliche Service Pack 3 zunächst zusammen mit 300 Kunden. Die Veröffentlichung folgte am 15. Mai 1997. Dieses Service Pack enthielt eine vollständige Implementierung von DirectX 3.0, einschließlich der 3D-Komponente Direct3D, die bisher in Windows NT 4.0 fehlte.
Die Sicherheit des Betriebssystems wurde auch in der Presse zu einem zunehmend bedeutenderen Thema. Ein Kritikpunkt an Windows NT 4.0 war, dass die Daten des Security Accounts Manager (SAM), darunter die Passwörter der Benutzer, im MD4-Algorithmus gespeichert sind, der als unsicher galt. Um die Sicherheit dieser Datenbank zu verbessern, führte Microsoft das optionale Programm SYSKEY.EXE ein. Dieses verschlüsselt die SAM mit einem Schlüssel, der selbst verschlüsselt ist und nur mithilfe eines Passworts entschlüsselt werden kann. Dieses Passwort kann entweder auf dem Rechner gespeichert werden, oder beim Starten des Rechners von Benutzer verlangt werden, entweder durch manuelle Eingabe oder mittels einer Diskette.

### Option Pack
Ende 1997 erschien das erste und einzige Windows NT 4.0 Option Pack, um die Zeit bis zur Veröffentlichung eines Nachfolgers von Windows NT 4.0 zu überbrücken. Dieses Paket setzte ein installiertes Service Pack 3 voraus, es aktualisierte bestehende Komponenten von Windows NT 4.0 und installierte zusätzliche Komponenten. Zu den aktualisierten Komponenten zählen etwa der Internet Information Server 4.0 oder auch die RAS-Verbindungsverwaltung. Unter den neuen Komponenten befinden sich die Microsoft Management Console zur effizienteren Computerverwaltung, der Microsoft Script Debugger und der Windows Script Host.
Die Installation des Option Packs auf der Enterprise Edition des Windows NT Servers 4.0 ist problematisch, sofern zwei Computer zu einem Cluster zusammengeschlossen sind. Einige Komponenten des Option Packs funktionieren nicht innerhalb eines Computerclusters und bei bestimmten Konstellationen von Option Pack und Cluster Server kann es beim Ausfall eines Rechners zu Datenkorruption kommen. Das Option Pack kann zwar prinzipiell auch auf der Terminal Server Edition installiert werden, dies wird aber von Microsoft nicht unterstützt, da es auch hier zu Problemen mit bestimmten Komponenten kommt.

### Service Pack 4
Das Service Pack 4 folgte am 21. Oktober 1998, die Version für die Terminal Server Edition wurde am 5. April 1999 nachgereicht. Es behob zahlreiche Jahr-2000-Probleme und fügte die Unterstützung des Eurozeichens hinzu. Im Falle eines zuvor installierten Option Packs korrigierte das Service Pack auch Programmfehler dieses Paketes. Erstmals konnten mit dem Service Pack 4 Festplatten benutzt werden, die größer sind als 8 GB. Zudem enthielt das Service Pack 4 einen aktualisierten NTFS-Treiber, mit dem auf Partitionen des Nachfolgers Windows 2000 zugegriffen werden kann, zulasten der Kompatibilität mit älteren Versionen von Windows NT 4.0. Funktionen, die erst mit Windows 2000 eingeführt wurden, wie verschlüsselte Dateien, können in Windows NT 4.0 jedoch nicht verwendet werden. Um die Sicherheit der Authentifizierung zwischen Client und Server zu verbessern, führte das Service Pack 4 die NTLMv2-Authentifizierung ein, welche unter anderem MD5 anstelle von DES verwendet.
Ursprünglich sollte das Service Pack 4 das letzte Service Pack für Windows NT 4.0 werden, aber als das Betriebssystem am Kryptografietest der US-Regierung nach FIPS 140-1 scheiterte, sah sich Microsoft gezwungen, ein neues Service Pack zu entwickeln, um nicht die US-Regierung als Kunden zu verlieren. Zudem erschienen erneut Berichte über Probleme nach der Installation des Service Pack 4, ähnlich wie es zuvor beim Service Pack 2 vorgekommen war. Gerüchte, wonach ein Service Pack 4a geplant sei, dementierte Microsoft jedoch.

### Service Packs 5 und 6
Die Probleme des vorhergehenden Service Packs behob Microsoft mit dem Service Pack 5. Dieses erschien am 2. Mai 1999, die Version für die Terminal Server Edition folgte am 19. November 1999. Im Gegensatz zu den vorherigen Service Packs enthielt das Service Pack 5 keine Neuerungen, was Microsoft mit dem geringen zeitlichen Abstand zum letzten Service Pack begründete.
Das Service Pack 6, welches am 28. Oktober 1999 erschien, löste die Probleme, die zum Scheitern des Kryptografietests führten. Kurz nach der Veröffentlichung traten allerdings erneut Probleme bei Benutzern auf, da der im Service Pack 6 enthaltene TCP-Protokollstapel defekt war; dies äußerte sich unter anderem dahingehend, dass die Verbindung des Programms Lotus Notes, eines der am weitesten verbreiteten Drittanbieterprogramme der damaligen Zeit, mit dem Server fehlschlug, sofern der Benutzer keine Administratorrechte besaß. Daraufhin warnte Microsoft vor der Installation des Service Pack 6 und gab einige Tage später einen Hotfix heraus, der dieses Problem für Systeme, auf denen das Service Pack 6 bereits installiert war, behob. Am 23. November 1999 schließlich veröffentlichte Microsoft ein überarbeitetes SP6 unter der Bezeichnung Service Pack 6a. Dieses behob zugleich einen Y2K-Bug im Internet Information Server sowie einen Fehler, der beim Zugriff auf Macintosh-Server zu einem Blue Screen führte. Im Mai 2000 wurde die Version des Service Packs 6 für die Terminal Server Edition herausgebracht.

### Nachfolgende Aktualisierungen
Als die Veröffentlichung von Windows 2000 bevorstand und spekuliert wurde, ob das Service Pack 6a das letzte Service Pack sein würde, veröffentlichte Microsoft eine gegenteilige Aussage auf seiner Website. Die Veröffentlichung des Service Packs 7, welches nunmehr das letzte Service Pack sein sollte, war ursprünglich Ende 2000 geplant. Es sollte unter anderem einen Active-Directory-Client für Windows NT 4.0 beinhalten. Dieser Termin verzögerte sich jedoch bis in das dritte Quartal des Jahres 2001, und schließlich entschied sich Microsoft, die Entwicklung im April 2001 einzustellen. Die offizielle Begründung für diesen Schritt lag im fehlenden Bedarf, da die Anzahl an entdeckten Problemen seit dem Service Pack 6 stark zurückgegangen ist; zudem seien die Kunden bereits mit den bestehenden Service Packs zufrieden. Als Ersatz für das Service Pack 7 veröffentlichte Microsoft am 26. Juli 2001 ein sogenanntes Security Rollup Package, welches das Service Pack 6a voraussetzte und alle seit diesem Service Pack herausgebrachten Hotfixes enthielt. Der Active Directory-Client wurde indes separat zum Download angeboten. Am 24. April 2002 folgte eine Version des Security Rollup Package für die Terminal Server Edition.

## Beschreibung

### Versionen

#### Workstation und Server
Windows NT Workstation 4.0 und Windows NT Server 4.0 sind sich zwar ähnlich und basieren auf demselben Code, haben aber einige bedeutende Unterschiede. Die Workstation-Version kann lediglich zehn Clientverbindungen aufnehmen und unterstützt nur zwei parallele Dateiübertragungen, um einen Einsatz als Server zu unterbinden. Die Speicherverwaltung verhält sich je nach Variante anders; während bei Windows NT Workstation 4.0 möglichst viel Speicher gespart wird, um auch bei vielen gleichzeitig laufenden Anwendungen noch ein schnelles Arbeiten zu ermöglichen, ist der Server auf hohe Netzwerkleistung optimiert und priorisiert daher Datei- und Netzwerkzugriffe. Zudem bietet nur die Server-Version die Möglichkeit, Laufwerke zu RAIDs zusammenzuschalten. Zahlreiche Anwendungen, wie Microsoft BackOffice oder der Internet Information Server, verweigern die Installation auf der Workstation-Version, sie lassen sich nur auf dem Server installieren, bzw. auf der Workstation lassen sich nur die Verwaltungstools für die Remote-Verwaltung der Komponenten installieren. Auch die Anzahl der unterstützten Prozessoren unterscheidet sich; bei der Workstation sind es zwei, beim Server vier.

#### Enterprise Edition
Windows NT Server 4.0 Enterprise Edition beinhaltet zwei CDs. Auf der ersten CD befindet sich das Betriebssystem selbst sowie das Service Pack 3. Auf der zweiten CD befinden sich neben dem Microsoft Transaction Server, dem Microsoft Message Queue Server, dem Internet Information Server 3.0 und Microsoft FrontPage 97 auch das Hauptaugenmerk des Produkts, der Cluster Server. Dieser erlaubt es, zwei Rechner zu einem Cluster zusammenzuschalten, sodass ein Rechner beim Ausfall des anderen seine Aufgaben übernehmen kann.
Die Enterprise Edition von Windows NT Server 4.0 enthält einige Änderungen gegenüber der normalen Variante. Die größte Änderung ist ein in der x86-Version enthaltener Modus, der es erlaubt, für bestimmte speicherintensive Anwendungen mehr Arbeitsspeicher bereitzustellen. Sind normalerweise von den vier Gigabyte Arbeitsspeicher, die Windows NT 4.0 verwalten kann, zwei Gigabyte für Anwendungen reserviert und zwei Gigabyte für das System, so erhöht sich durch diesen Modus der verfügbare Speicher für Anwendungen auf drei Gigabyte, im Gegenzug reduziert sich der dem System vorbehaltenen Speicher auf ein Gigabyte. Allerdings muss eine Anwendung darauf ausgelegt sein, den zusätzlichen Arbeitsspeicher verwalten zu können, zusätzlich muss ein spezielles Flag gesetzt sein, das mithilfe einer auf der CD vorhandenen Anwendung vom Nutzer für jede ausführbare Datei geändert werden kann. Zudem unterstützt der Enterprise Server Systeme mit bis zu acht Prozessoren.
Um die Enterprise Edition aufzuwerten, kaufte Microsoft im August 1998 den Softwarehersteller Valence Research, der eine TCP/IP-basierte Clustering-Lösung anbot. Im Januar 1999 erschien schließlich der Windows NT Load Balancing Service (WLBS) als kostenloser Download für die Windows NT Server 4.0 Enterprise Edition. Dieser ermöglicht es, bis zu 32 Rechner zusammenzuschalten, sodass sie von außen unter einer einzigen IP erreichbar sind.

#### Terminal Server Edition
Windows NT Server 4.0 Terminal Server Edition wurde von Microsoft in Zusammenarbeit mit Citrix entworfen. Die Terminal Server-Funktion, das zentrale Merkmal dieses Produkts, besteht aus einem modifizierten Kernel, der es ermöglicht, dass sich mehrere Benutzer gleichzeitig mit dem Server verbinden und auf dem Server Programme ausführen. Die Verwaltung des Terminal Servers wird durch zusätzliche Anwendungen ermöglicht. Neben speziell für diese Aufgabe erhältlichen Windows-Terminals sind im Lieferumfang Client-Programme für Windows für Workgroups 3.11, Windows 95, Windows NT Workstation 3.51 und 4.0 enthalten. Das von Citrix separat erhältliche Produkt MetaFrame, das unter anderem Load Balancing sowie Unterstützung von Nicht-Windows-Clients bot, erweiterte die Funktionalität des Terminal Servers stark. Das Service Pack 3 ist im Betriebssystem integriert, zudem ist der Internet Explorer 4.0 dem Betriebssystem beigelegt.
Zur Herstellung einer Verbindung zwischen Client und Server wird das neu entwickelte Remote Desktop Protocol verwendet. Dieses basiert auf dem ITU-Standard T.120, welcher Microsoft schon zuvor für das Konferenzprogramm NetMeeting verwendete. Einige Änderungen am Betriebssystem sind auf die Optimierung der Netzwerkleistung zurückzuführen, so ist etwa standardmäßig die Uhr deaktiviert.

#### Embedded
Windows NT 4.0 Embedded, das sowohl als Workstation als auch als Server konfiguriert werden kann, basiert auf Windows NT 4.0 Service Pack 5 und unterstützt spezielle Funktionen, um den besonderen Anforderungen der Embedded-PCs gerecht zu werden. Es kann sowohl ohne Monitor, als auch ohne Festplatte betrieben werden. Das Betriebssystem kann auch ohne Eingabegerät benutzt und ausschließlich remote über das Netzwerk oder den seriellen Anschluss bedient werden. Über den Target Designer und den Component Designer kann das Betriebssystem auf das jeweilige Gerät zugeschnitten werden, indem Windows-Komponenten entfernt oder Drittanbieterprogramme integriert werden.

### Preise
Der unterschiedlich große Funktionsumfang der einzelnen Versionen schlug sich stark im Verkaufspreis nieder. Windows NT Workstation 4.0 kostete 319 USD, der Server kostete 809 USD und beinhaltete fünf Clientzugriffslizenzen. Die Enterprise Edition war für 3.999 USD erhältlich und enthielt 25 Clientzugriffslizenzen. Der Terminal Server war zunächst für 1.129 USD erhältlich und beinhaltete 10 Clientzugriffslizenzen, allerdings musste für jeden Nutzer, der sich mit dem Terminal Server verband, zusätzlich zu den Clientzugriffslizenzen eine Lizenz für Windows NT Workstation 4.0 erworben werden, die 269 USD kostete. Nach massiver Kritik änderte Microsoft die Preispolitik für den Terminal Server; statt einer kompletten Lizenz für Windows NT Workstation 4.0 musste fortan lediglich für eine gesonderte Lizenz 109 USD pro Client entrichtet werden, für Unternehmen, die den Terminal Server im Internet einsetzten, gab es zudem einen Pauschaltarif, der Verbindungen von bis zu 200 Benutzern für 9.999 USD ermöglichte. Für 1.299 USD konnte eine Version des Terminal Servers für fünf Clients erworben werden, die bereits alle nötigen Lizenzen beinhaltete. Windows NT 4.0 Embedded war nicht im Handel erhältlich, sondern wurde ausschließlich zusammen mit passender Hardware verkauft.

### Sprachen
Windows NT Workstation 4.0 wurde in 19 Sprachen übersetzt, der Server in 11 Sprachen. Beide Varianten waren neben Englisch auch in Chinesisch (vereinfacht & traditionell), Deutsch, Französisch, Japanisch, Koreanisch, Niederländisch, Portugiesisch, Spanisch und Schwedisch verfügbar, die Workstation-Variante gab es zusätzlich auch auf Dänisch, Finnisch, Italienisch, Norwegisch, Polnisch, Russisch, Tschechisch und Ungarisch.

### Architektur

#### Allgemein

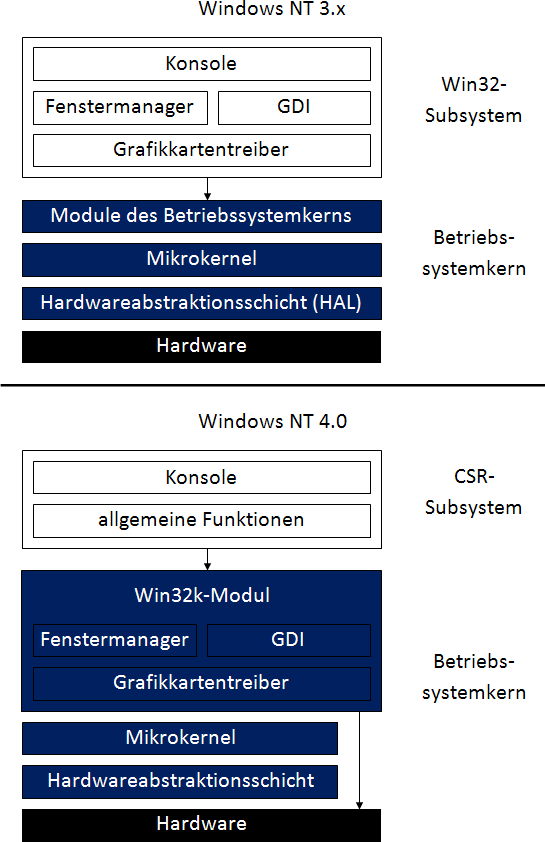
Vergleich der Struktur des Win32-Subsystems zwischen früheren Versionen von Windows NT und Windows NT 4.0

Windows NT 4.0 verwendete wie bei allen Vorgängerversionen die gleiche Grundstruktur der Architektur von Windows NT. Die unterste Schicht bildet die Hardwareabstraktionsschicht, durch die der Kernel von der Hardware abgeschottet wird. Der Microkernel in der nächsthöheren Schicht übernimmt nur grundsätzliche Funktionen wie die Prozessorsynchronisierung. Weitere Funktionen des Kernels sind in Modulen oberhalb des Mikrokernels implementiert. Im Benutzermodus sorgen Subsysteme dafür, dass Programme ausgeführt werden können, indem sie die nötigen Programmierschnittstellen bereitstellen. Neben dem Win32-Subsystem, das für 32-Bit-Windowsprogramme zuständig ist, gibt es noch die POSIX- und OS/2-Subsysteme, mit denen textbasierte OS/2-1.x- und POSIX-kompatible Programme ausgeführt werden können. MS-DOS und 16-Bit-Windowsprogramme werden innerhalb einer speziellen Umgebung, der Virtual DOS Machine, ausgeführt. Unter x86-kompatiblen IA-32-Prozessoren wird der Virtual 8086 Mode ausgenutzt, unter RISC-Prozessoren kommt hingegen ein Emulator zum Einsatz. In Windows NT 4.0 bildet die Basis des Emulators im Gegensatz zu vorherigen Versionen von Windows NT nicht mehr ein 80286-Prozessor, sondern ein i486-Prozessor. Dadurch können erstmals Anwendungen ausgeführt werden, die mindestens einen 80386 voraussetzen.
Der Weg, wie Daten auf dem Bildschirm ausgegeben werden, wurde jedoch grundsätzlich geändert. In vorherigen Versionen des Betriebssystems liefen die Grafikfunktionen als Teil des Win32-Subsystems im Benutzermodus. Dies hatte jedoch zur Folge, dass beim Aufrufen dieser Funktionen zahlreiche Kontextwechsel vorgenommen werden mussten, um zwischen dem Benutzer- und dem Kernelmodus zu wechseln, was sich negativ auf die Leistung des Betriebssystems auswirkte. Daher wurden in Windows NT 4.0 die Grafikfunktionen wie der Fenstermanager oder das Graphics Device Interface (GDI) in den Kernel verlagert, was die Grafikleistung des Betriebssystems spürbar erhöhte. Lediglich die Konsolenfunktionen sowie weitere Funktionen, wie etwa das Erstellen von Prozessen, verblieben weiterhin im Benutzermodus. Diese Änderungen glichen den Mehrverbrauch an Arbeitsspeicher, der durch die neue Benutzeroberfläche entstand, größtenteils aus. Als Folge davon ist es jedoch in Windows NT 4.0 möglich, dass fehlerhafte Grafikkartentreiber das gesamte System zum Absturz bringen. Diese Änderung ist eine direkte Folge der geänderten Philosophie im Designs des Betriebssystems. Waren anfangs noch alle Subsysteme gleichwertig und sich gegenseitig gleichgestellt, wird mit diesen Änderungen der besonderen Wichtigkeit von Win32-Anwendungen Rechnung getragen, indem die Ausführungsgeschwindigkeit dieser Anwendungen optimiert wird.
Zahlreiche neue Programmierschnittstellen können in Windows NT 4.0 verwendet werden. Die Technologie, die während der Entwicklungszeit unter der Bezeichnung Netzwerk-OLE bekannt war, heißt in der fertigen Version von Windows NT 4.0 Distributed Component Object Model (DCOM). Mit ihr ist es möglich, OLE-Objekte, die sich auf einem anderen Computer im Netzwerk oder im Internet befinden, via Remote Procedure Call (RPC) anzusprechen. Weiters enthält Windows NT 4.0 das Telephony-API, mit dem Anwendungen mit Telefonen, Modems und Faxgeräten kommunizieren können, das Cryptography API, um Anwendungen die Nutzung von Funktionen zur Ver- und Entschlüsselung sowie digitale Signaturen und Zertifikate zu ermöglichen, sowie auch ein, wenngleich undokumentiertes API, mit dem erstmals Defragmentierungsprogramme für Windows NT 4.0 erstellt werden können, ohne das System selbst modifizieren zu müssen. Windows NT 4.0 enthält zudem eine unvollständige Implementierung der Grafikbibliothek DirectX, der die 3D-Komponente Direct3D fehlt. Bei ihr handelt es sich technisch gesehen um einen Kompatibilitätslayer, der DirectX-Aufrufe in GDI, Sound- und Winsock-Befehle übersetzt, da DirectX unter Windows NT 4.0, anders als unter Windows 95, architekturbedingt nicht direkt mit der Hardware oder den Treibern kommuniziert. Microsoft reichte später mit dem Service Pack 3, das DirectX aktualisierte, das fehlende Direct3D nach.

#### Terminal Server Edition
Um mehrere gleichzeitig eingeloggte Benutzer zu unterstützen, mussten für die Terminal Server Edition Änderungen am Kernel von Windows NT 4.0 vorgenommen werden. Da das Win32-Subsystem in Windows NT 4.0 nicht darauf ausgelegt ist, mehr als ein Mal ausgeführt zu werden, wird es in der Terminal Server Edition in ein sogenanntes session space geladen, ein getrennter Speicherbereich, auf die nur die jeweilige Sitzung zugreifen kann. Für jede Sitzung wird ein eigener session space mit einer eigenen Instanz des Win32-Subsystems eingerichtet. Um die Sitzungen voneinander unterscheiden zu können, besitzen alle Objekte in der Terminal Server Edition eine Session-ID, die die zugehörige Sitzung identifiziert. GDI-Befehle, die innerhalb einer Remote-Sitzung ausgeführt werden, werden an einen virtuellen Grafikkartentreiber weitergeleitet, der die Daten im Netzwerk überträgt und auf dem Client darstellt.
Führen mehrere Benutzer dieselbe Win32-Anwendung aus, wird die Anwendung nur ein Mal in den Speicher geladen. Alle Sitzungen erhalten daraufhin einen Zeiger, der auf den gleichen Speicherbereich zeigt. Wenn eine Sitzung versucht, in den Speicherbereich der Anwendung zu schreiben, z. B. um einen Text im Arbeitsspeicher zu speichern, wird die jeweilige Speicherseite kopiert und so eingerichtet, dass nur die jeweilige Sitzung darauf zugreifen kann. Alle anderen Speicherseiten bleiben unberührt und zeigen weiterhin auf den gemeinsam genutzten Speicherbereich. Diese gemeinsame Verwendung von Ressourcen wird nur bei 32-Bit-Anwendungen angewandt, 16-Bit-Windowsanwendungen profitieren nicht von diesen Funktionen.
Bei der Terminal Server Edition stellte sich die Frage der Anwendungskompatibilität, da zahlreiche Anwendungen nicht darauf ausgelegt sind, in einer Mehrbenutzerumgebung verwendet zu werden. Um Anwendungen so gut wie möglich in die Umgebung des Terminal Servers einzubinden, wurden einige Vorkehrungen getroffen. Häufig werden etwa wichtige Informationen nur für den aktuell angemeldeten Benutzer in die Registrierungsdatenbank geschrieben, sodass andere Benutzer die Software nicht verwenden können. Um dieses Problem zu beheben, kann das Betriebssystem zwischen zwei Modi, dem Ausführungs- und dem Installations-Modus, umgeschaltet werden. Im Installationsmodus werden Informationen, die in den Hive HKEY_CURRENT_USER geschrieben werden, auf einem benutzerunabhängigen Ort gespiegelt und von dort bei Bedarf an die jeweiligen Benutzer verteilt. So stehen diese Informationen allen Benutzern zur Verfügung. Auch Startmenüeinträge werden im Installationsmodus entsprechend angepasst. Für einige häufig benutzte Programme wie Microsoft Office befinden sich Skripts im Lieferumfang, um diese Programme an die Mehrbenutzerumgebung anzupassen. Um die Erstellung eigener Skripts zu vereinfachen, ist die Terminal Server Edition mit zusätzlichen Kommandozeilenprogrammen ausgestattet. Diese dienen zum Beispiel dazu, Einträge der Windows-Registrierung abzufragen oder automatisiert Zugriffsrechte auf Dateien zu setzen.

### Neuerungen

Windows NT 4.0 mit den Weberweiterungen des Internet Explorer 4.0 (darunter Schnellstartleiste, Explorer mit Webinhaltsleiste). In der Systempartition erkennt man DOS-Systemdateien, die Windows NT zur Kompatibilität mit älteren Anwendungen installiert.

Die größte Neuerung im Vergleich zum Vorgänger ist die neue grafische Benutzeroberfläche: Windows NT 4.0 benutzt die Oberfläche von Windows 95, bestehend aus Taskleiste und Windows-Explorer. In diesem Zuge übernahm Windows NT 4.0 einige Funktionen von Windows 95, etwa den Aktenkoffer, DFÜ-Netzwerkunterstützung, AutoPlay oder in der Server-Version den Richtlinien-Editor, nicht aber den Geräte-Manager. Dafür enthält das Betriebssystem zahlreiche Neuerungen, die vorher nur in dem kostenpflichtigen Paket Plus! für Windows 95 enthalten waren, etwa Schriftglättung oder die Streckung von Hintergrundbildern. Wie in Windows 95 helfen Assistenten bei der Konfiguration des Betriebssystems. Mit Ausnahme der Terminal Server Edition kann die Benutzeroberfläche von Windows NT 4.0 mit den im Internet Explorer 4 enthaltenen Weberweiterungen aktualisiert werden.
Windows NT 4.0 beinhaltet einen überarbeiteten Taskmanager. Er zeichnet die CPU-Auslastung und den Speicherverbrauch des Systems auf. Es ist außerdem möglich, diese Werte separat für jeden Prozess anzuzeigen. Prozesse, die nicht mehr reagieren, können von hier beendet werden. Der Netzwerkmonitor, welcher mit Windows NT Server 4.0 erstmals Bestandteil des Betriebssystems ist, zeichnet sämtliche Netzwerkaktivitäten auf, was die Überwachung des Netzwerks vereinfacht. Zur Diagnose von Computern enthält Windows NT 4.0 ein dem DOS-Programm MSD.EXE ähnliches Programm, das auch Daten von Computern im Netzwerk auslesen kann. Als Webbrowser beinhaltet Windows NT 4.0 den Internet Explorer in der Version 2.0.
Die Netzwerkfähigkeiten des Betriebssystems wurden durch neue Funktionalitäten verbessert. Einerseits unterstützt Windows NT 4.0 erstmals das Domain Name System (DNS), was die Verwaltung vor allem in Netzwerken mit Unix-Rechnern vereinfacht. Andererseits enthält Windows NT 4.0 eine neue Version des Novell NetWare-Clients, die unter anderem die Novell Directory Services (NDS) unterstützt. Auch die RAS-Funktion des Betriebssystems wurde aufgewertet, einmal durch das Point-to-Point Tunneling Protocol (PPTP), welches die Herstellung einer sicheren RAS-Verbindung ermöglicht, sowie durch Multilink PPP, mit dem mehrere Verbindungen zur Erhöhung der Datenübertragungsrate zusammengeschaltet werden können. Allerdings unterstützt Windows NT 4.0 nicht länger das HPFS-Dateisystem von OS/2 und kann daher nicht mehr auf solche Partitionen zugreifen. Mithilfe eines inoffiziellen Workarounds ist es möglich, diese Funktionalität wiederherzustellen.
Die Server-Version von Windows NT 4.0 enthält erstmals den Internet Information Server in der Version 2.0, mit dem ohne zusätzliche Programme ein Webserver oder FTP-Server betrieben werden kann. Der Internet Information Server kann auch über das Internet mithilfe eines Browsers überwacht und konfiguriert werden. Zum Erstellen von Webseiten ist dem Server Microsoft FrontPage 1.1 beigelegt. Eine in der Funktionalität beschränkte Variante, der unter anderem FrontPage fehlt, ist der Workstation-Variante unter der Bezeichnung Peer Web Services beigelegt.

## Systemvoraussetzungen
Windows NT 4.0 lässt sich anders als vorherige Versionen nicht mehr auf 80386-Prozessoren installieren. Die Mindestvoraussetzungen für die Workstation-Version waren ein 486-Prozessor mit 25 MHz, 12 MB Arbeitsspeicher (16 MB für RISC-Computer), 110 MB Festplattenspeicher und ein CD-ROM-Laufwerk. Die Server-Version benötigte einen 486-Prozessor mit 33 MHz, 16 MB Arbeitsspeicher, 125 MB Festplattenspeicher (für die RISC-Versionen 160 MB) und ein CD-ROM-Laufwerk. Eine ältere Windows NT-Version kann auf Windows NT 4.0 aktualisiert werden, eine Aktualisierung von Windows 95 ist hingegen nicht möglich.
Für die Enterprise Edition nannte Microsoft als Systemvoraussetzung einen Pentium-Prozessor mit 90 MHz, 64 MB Arbeitsspeicher, 500 MB Festplattenspeicher sowie ein CD-ROM-Laufwerk. Die Enterprise Edition kann entweder neu installiert, oder von einer bestehenden Installation von Windows NT Server 4.0 aktualisiert werden. Microsoft gab als Systemvoraussetzung für die Terminal Server Edition einen Pentium-Prozessor ohne Angabe einer Taktrate, 32 MB Arbeitsspeicher, 128 MB Festplattenspeicher sowie eine TCP/IP-Netzwerkverbindung an. Eine Aktualisierung auf die Terminal Server Edition ist lediglich von WinFrame 1.6 oder 1.7 möglich.
Windows NT 4.0 kann erstmals auch ohne Diskettenlaufwerk installiert werden, da die Windows NT 4.0-CD den seinerzeit neuen El-Torito-Standard für bootfähige CDs verwendet. Für Rechner, die nicht von einer CD booten können, stehen weiterhin drei Startdisketten zur Verfügung. Nach Angaben von Microsoft unterstützt Windows NT 4.0 über 6.000 Hardwareplattformen und enthält über 4.000 Gerätetreiber. Infolge der Änderungen an der Architektur sind Grafikkartentreiber für ältere Versionen von Windows NT nicht mit Windows NT 4.0 kompatibel.

## Resonanz

### Neuerungen und Funktionen
Die Reaktionen auf Windows NT 4.0 waren gemischt. Einerseits wurde die Benutzerfreundlichkeit des Betriebssystems positiv bewertet. Der Schritt, die neue Benutzeroberfläche einzuführen und damit vom Programm-Manager abzukehren, wurde einhellig begrüßt. Andererseits war Windows NT 4.0 vor allem anfangs für seine Unzuverlässigkeit berüchtigt. Das Betriebssystem enthielt zahlreiche teils schwere Programmfehler, die erst nach einigen Service Packs behoben wurden. Noch im Januar 1997, mehr als vier Monate nach der Veröffentlichung, setzten 70 bis 80 Prozent aller Betriebe Windows NT 3.51 ein, da die Fehler des neuen Betriebssystems sie abschreckten und sie sich daher entschieden, die Veröffentlichung des Nachfolgers abzuwarten. Das Service Pack 2 war bei seiner Veröffentlichung so fehlerhaft, dass die Presse von der Verwendung dieses Service Packs abriet.
Windows NT 4.0 hatte es schwer, mit den Entwicklungen der Zeit mitzuhalten. Es unterstützte weder Advanced Power Management (APM) noch Plug and Play, was bereits während der Entwicklung zu Kritik führte. Neuere Schnittstellen wie der gegen Ende der 1990er-Jahre aufstrebende Universal Serial Bus (USB) oder IrDA konnten nicht mit Windows NT 4.0 verwendet werden. Das mit Windows 95 B bzw. Windows 98 eingeführte Dateisystem FAT32 konnte Windows NT 4.0 nicht lesen, was beim Parallelbetrieb von Windows 9x und Windows NT einen großen Nachteil darstellte. IDE-Festplatten größer als 8 GB unterstützte Windows NT 4.0 erst mit dem Service Pack 4, was bei einer Neuinstallation zu Problemen führen konnte.
Wenngleich Windows NT Workstation 4.0 und Windows 95 auf völlig unterschiedliche Zielgruppen ausgelegt werden, wurden sie häufig miteinander verglichen. Windows NT 4.0 zeigte bei Rechnern, die leistungsfähig genug sind, teilweise eine erheblich höhere Leistung im Vergleich zu Windows 95; sogar Microsoft selbst zeigte sich von diesem Ergebnis überrascht. Auf solchen Rechnern kamen auch die anderen Stärken von Windows NT 4.0 zum Zuge, bei Rechnern mit wenig Arbeitsspeicher hingegen war Windows 95 das geeignetere Betriebssystem. Durch die fehlende Plug & Play-Unterstützung war Windows NT 4.0 für Notebooks allgemein schlechter geeignet als Windows 95.
Mit den in Windows NT Server 4.0 eingebauten Internetkomponenten erkannte Microsoft die wachsende Bedeutung dieses Mediums im Netzwerkmarkt, was überwiegend positiv bewertet wurde. Für über die Grundbedürfnisse hinausgehende Einsatzzwecke fehlten allerdings sowohl ein E-Mail- und Usenet-Server als auch Sicherheitsmechanismen wie eine Personal Firewall, um den Server vor unbefugtem Zugriff zu schützen. Im Netzwerkbetrieb war Windows NT Server 4.0 leistungsfähiger als sein Vorgänger. Die Netzwerktransferrate war um bis zu 60 Prozent höher, der Internet Information Server war 30 Prozent schneller als die vorherige Version. Der bei weitem größte Kritikpunkt war das Fehlen eines Verzeichnisdienstes, da das bisherige Domain-System von Windows NT 4.0 den Einsatzzwecken großer Netzwerke nicht mehr gewachsen sei.

### Verbreitung
Das Betriebssystem konnte trotz aller Widrigkeiten seinen Marktanteil kontinuierlich ausbauen, hauptsächlich zu Lasten des Konkurrenten Novell NetWare. Es profitierte dabei hauptsächlich von der großen Anzahl an Windows-Anwendungen. Hatte Windows NT im Vergleich sämtlicher Betriebssysteme 1997 noch einen Anteil von 9,2 %, so stieg dieser Anteil im nächsten Jahr auf 11 % und lag damit hinter Windows 95 und Windows 98 auf Platz 3. Nach Angaben von Microsoft hatte das Unternehmen bis zum November 1997 11 Millionen Lizenzen des Betriebssystems Windows NT Workstation 4.0 verkauft, bis zum Oktober 1998 erhöhte sich diese Zahl auf 20 Millionen. Im März 1999 erreichte das Unternehmen die Zahl von 28 Millionen verkauften Lizenzen. Der Windows NT Server 4.0 konnte innerhalb des ersten Monats 150.000 verkaufte Exemplare verbuchen. Unter alleiniger Betrachtung der Serverbetriebssysteme brachte es Windows NT bis zum Jahr 2000 auf 41 % Marktanteil.
Am Ende stellte sich für Microsoft das Problem, dass viele Nutzer nicht auf neuere Windows-Betriebssysteme migrierten. Als der Windows Server 2003 veröffentlicht wurde, war Windows NT 4.0 noch in zahlreichen Betrieben im Einsatz, was sich nach Meinung von Analysten negativ auf dessen Verkaufszahlen auswirken würde. Es wurde auch damit gerechnet, dass einige Unternehmen nicht auf eine neuere Windows-Version, sondern auf ein alternatives Betriebssystem wie Linux wechseln würden. Noch Ende 2004, als Microsoft den Support für Windows NT 4.0 einstellte, benutzten Schätzungen zufolge 20 Prozent aller Server und 10 Prozent aller Workstations Windows NT 4.0.
Während NetWare und OS/2 als Konkurrenten ausfielen, blieb jedoch Unix als starker Gegner. Das Ziel von Microsoft, Windows NT auch für sicherheitskritische Anwendungen attraktiv zu machen, konnte nicht erreicht werden. Eine Umfrage unter 200 Firmen aus der Fortune 500, einer Liste der 500 größten Unternehmen der USA, ergab, dass viele Firmen zunächst Windows NT einsetzten, später jedoch wieder zurück zu Unix wechselten. Vor allem die Beschränkung in der Anzahl der Prozessoren machte Windows NT für leistungsfähige Rechner unattraktiv. Analysten erwarteten, dass Unix im High-End-Segment weiterhin eine Rolle spielen wird und Microsoft eine lange Zeit brauchen würde, um Unix angreifen zu können. Am 20. Mai 1997 unterhielt Microsoft eine Demonstrationsveranstaltung unter dem Titel „Scalability Day“. Sie sollte die Skalierbarkeit von Windows NT, und damit die Eignung für sehr anspruchsvolle Aufgaben unter Beweis stellen. Die Mehrheit der Unternehmen zeigte sich aber unbeeindruckt. Windows NT sei noch weit entfernt davon, an die tausend Benutzer zu verwalten und mit sehr großen Datenbanken umzugehen. Ein weiterer Kritikpunkt betraf den Kundensupport, den 40 Prozent der Unternehmen als unzureichend bewerteten. In diesem Zusammenhang wurde auch die Abkehr vom Alpha-Prozessor im August 1999 kritisiert. Die sehr hohe Leistung der Alpha-Prozessoren, die auch Microsoft selbst als Marketingargument verwendete, sei nicht durch Intel-Prozessoren ersetzbar, auch nicht durch neue Achtkernsysteme. Zwar verwendeten nur sieben Prozent aller Rechner mit Windows NT Alpha-Prozessoren, aber darunter handelte es sich meist um große Server. Mit der Aufgabe des Alpha-Prozessors würde Windows NT den Anschluss an den Enterprisemarkt verlieren.

### Enterprise Edition
Die Enterprise Edition des Windows NT Servers 4.0 erhielt durchschnittliche Rezensionen. Zwar sei die Clusteringfunktion an sich gut und funktioniere auch einwandfrei, mit nur zwei möglichen Rechnern falle sie jedoch hinter den Möglichkeiten Unix-basierter Produkte zurück. Durch das fehlende Load Balancing müssten die Serverzugriffe manuell durch den Administrator gleichmäßig auf beide Rechner verteilt werden. Trotz dieser Einschränkungen zeigten sich Nutzer des Produkts überwiegend zufrieden. Der Windows NT Load Balancing Service erhielt nach seiner Fertigstellung zwar positive Bewertungen, ein Kritikpunkt war jedoch die fehlende Integration mit dem bereits bestehenden Cluster Server. Während Webserver dank dem neuen Produkt nun besser erreichbar seien, helfe das Produkt nicht, wenn etwa ein Datenbankserver abstürze.
Das Ziel, mit der Enterprise Edition auf dem von Unix dominierten Segment aufzuschließen, wurde verfehlt. Bei einem Test, der Windows NT mit verschiedenen Unix-Varianten verglich und auch die Enterprise Edition berücksichtigte, schnitt das Produkt in allen Kategorien außer der Clientunterstützung am schlechtesten ab. Bereits während der Entwicklung sagten Kritiker, dass Unix-Betriebssysteme bereits seit 1990 die Funktionen unterstützten, die die Enterprise Edition einführte.

### Terminal Server Edition
Bereits während der Entwicklungszeit gab es heftige Kritik an der Terminal Server Edition von Windows NT 4.0. Das Produkt verfolge keine klare Linie, und Microsoft hielte sich mit wichtigen Details etwa zum Preis bis zuletzt zurück. Zwar sollten durch dieses Produkt Verwaltung und Kosten für Unternehmen sinken, aber da ein sinnvoller Einsatz nur mit dem separat zu erwerbenden Produkt MetaFrame von Citrix möglich sei, lägen die Kosten beim Einsatz des Terminal Servers höher als bei einem traditionellen Netzwerk. Kritisiert wurde zudem die Entscheidung, anstelle des bereits verbreiteten ICA-Protokolls von Citrix ein neues, proprietäres Protokoll einzuführen, dessen Datendurchsatz für einen sinnvollen Gebrauch zu niedrig sei. Unabhängig vom verwendeten Protokoll sei das Hauptproblem, dass beim Einsatz grafikintensiver Anwendungen die Netzwerkleistung massiv einbreche. Außerdem unterstütze Kritikern zufolge Microsoft die Administratoren nicht ausreichend bei der Anwendungskompatibilität. Zwar seien einige vorgefertigte Skripts bereits vorhanden, aber für andere, nicht durch diese Skripts abgedeckten Anwendungen müssten eigene Skripts geschrieben werden, was als sehr umständlich galt.
Die Situation auf dem Hardwaremarkt war zum Zeitpunkt der Veröffentlichung ungünstig, denn Thin Clients galten als zu teuer, zudem böten sie keinen Mehrwert zu regulären PCs. Nutzer warfen Microsoft vor, das Produkt kaum zu vermarkten und zu wenige Informationen preiszugeben. Der Einsatz des Terminal Servers im Internet, zum Beispiel um Anwendungen bereitzustellen, würde durch Microsofts Lizenzpolitik, die für jede Verbindung eine separate Lizenz fordere, verhindert. Microsoft reagierte auf die Kritik an der Preispolitik und änderte die Preise daraufhin, um den besonderen Verwendungszwecken des Terminal Servers gerecht zu werden.

### Embedded
Die Reaktionen auf die Embedded-Version von Windows NT 4.0 waren gemischt. Einerseits berichteten einen Monat nach der Veröffentlichung bereits 12 % aller IT-Manager, Windows NT 4.0 Embedded in ihrem Betrieb einzusetzen. Andererseits besitze Microsoft mit Windows CE bereits ein Produkt im Embedded-Markt, sodass das Unternehmen nur mit sich selbst konkurriere. Aufgrund des erwarteten höheren Preises gegenüber Windows CE gäbe es nur wenige Anreize, Windows NT 4.0 Embedded zu bevorzugen.